# Georg Daniel Eduard Weyer

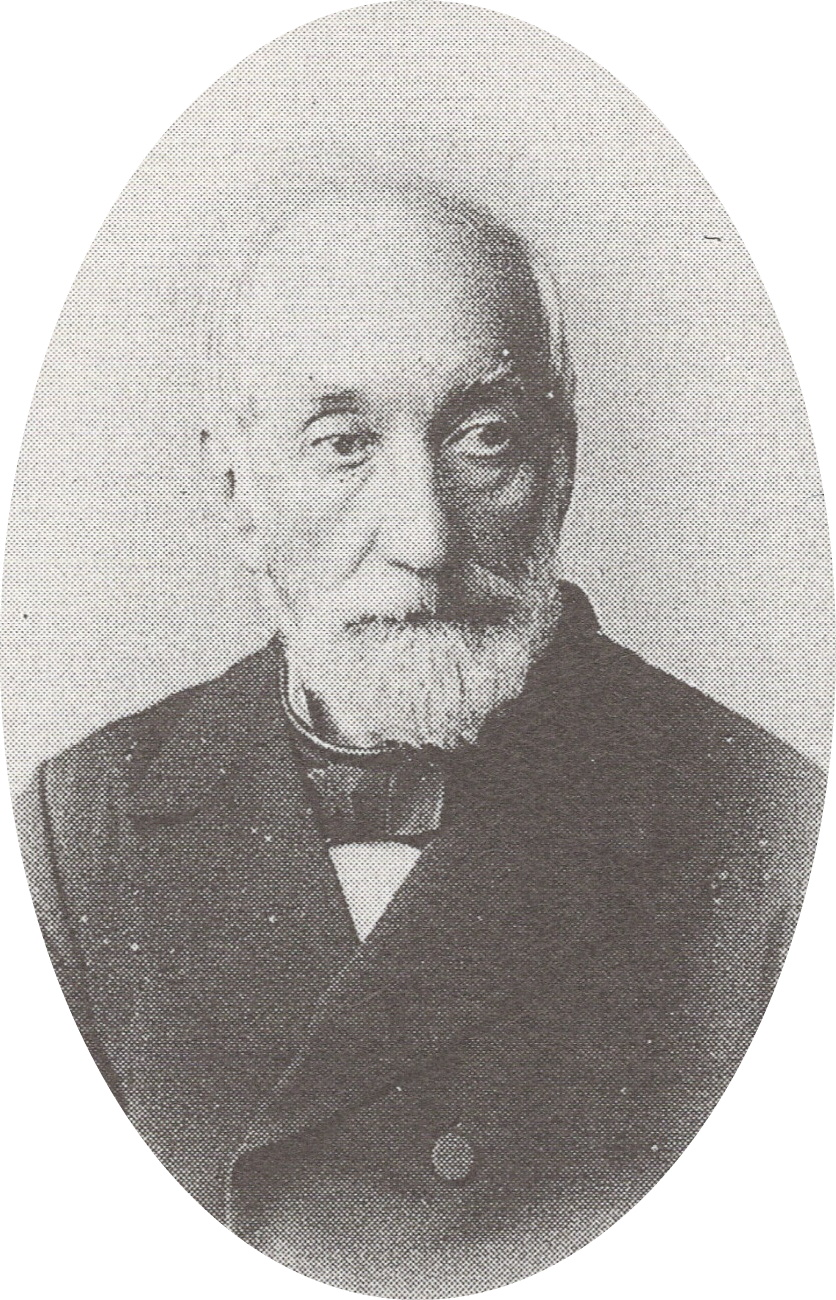
Georg Daniel Eduard Weyer

Georg Daniel Eduard Weyer (* 26. Mai 1818 in Hamburg; † 22. Dezember 1896 in Kiel) war ein deutscher Mathematiker und Astronom.

## Leben
Weyer wurde als Sohn des Schiffskapitäns Georg Paul Weyer und der Magdalene Margarethe Elisabeth Orthmann geboren und verlebte seine Kindheit teils in Hamburg, teils in Mecklenburg. Er studierte zunächst an der Berliner Universität und wurde 1847 Assistent an der Hamburger Sternwarte sowie Lehrer für Navigation. 1850 ging er nach Kiel, um dort eine Lehrerstelle an der Seekadettenschule anzunehmen. In Kiel promovierte er 1852 und wurde an der dortigen Universität Kiel 1853 außerordentlicher und 1859 ordentlicher Professor. Zudem war er zwischen 1864 und 1870 Navigationsexaminator und zwischen 1866 und 1868 Lehrer an der Marineschule sowie an der Marineakademie seit deren Gründung im Jahr 1872.
Weyer veröffentlichte zahlreiche Abhandlungen, vor allem in den Zeitschriften Annalen der Hydrographie und der maritimen Meteorologie sowie in den Astronomischen Nachrichten. Er arbeitete auf den Gebieten der Navigation, der Geometrie und der Astronomie.
Weyer war der Vater des Kapitänleutnants und Erfinders des sog. Flottentaschenbuchs Bruno Weyer.

## Ehrungen
1862 wurde er zum Mitglied der Deutschen Akademie der Naturforscher Leopoldina gewählt.

## Schriften
- Über die Differentialformeln für Kometenbahnen von großer Excentricität, mit Berücksichtigung der planetarischen Strömungen. Berlin (1852)
- Über die Bahn des zweiten Kometen vom Jahr 1849. Kiel (1853)
- Über die totale Sonnenfinsternis vom 18. Juli 1860. Kiel (1860)
- Einleitung in die Physik (zus. mit G. Karsten und F. Harms). Leipzig (1869)
- Vorlesungen über nautische Astronomie. Kiel (1871)
- Die direkten oder strengen Auflösungen für die Bestimmung des Beobachtungsortes aus zwei Höhen der Sonne oder anderer bekannter Gestirne nebst dem Zeitunterschiede der Beobachtungen. Kiel (1883)
- Über die Beobachtungen von Samuel Reyher in Kiel, insbesondere über dessen Beobachtungen von Mira Ceti. Kiel (1883)
- Die Bestimmung der wahrscheinlichen geographischen Lage eines Beobachtungsortes aus einer beliebigen Anzahl von Gestirnshöhen. Kiel (1884)
- Die indirekten oder genäherten Auflösungen für das Zweihöhenproblem. Kiel (1884/1885)
- Die wahrscheinlichste geographische Ortsbestimmung aus beliebig vielen Höhen. Kiel (1886)
- Elementare Berechnung der Sternschnuppenbahnen um die Sonne. Kiel (1886)
- Heinrich Ferdinand Scherk. Gedächtnisschrift. Kiel (1886)
- Über neue photographische Abbildungen des gestirnten Himmels. Braunschweig (1886)
- Über Interpolation für die Mitte bei periodischen Funktionen. Kiel (1887)
- Über die Bahnen der Planetenmonde in Bezug auf die Sonne. Kiel (1890)
- Kurze Azimuth-Tafel für alle Deklinationen, Stundenwinkel und Höhen der Gestirne auf beliebigen Breiten. Hamburg (1890)
- Einführung in die neuere konstruierende Geometrie. Leipzig (1891)
- Über die parabolische Spirale. Kiel (1894)
- Elementare Bestimmung der gleichseitigen Hyperbel im Kegel. (1894)